# 馬丁縣 (佛羅里達州)
马丁县是位于美国佛罗里达州东南部的一个县，是佛罗里达州著名的宝藏海岸的一部分，它与圣露西县共同组成圣露西港都会区。该县于1925年由佛罗里达州议会批准设立，并以当时的佛羅里達州州長约翰·W·马丁的名字命名。马丁县的县治设在斯图尔特，其周边城市和社区包括萨勒诺港、棕榈城、詹森海滩、印第安敦、朱庇特岛、霍布桑德、休厄尔角、里奥和哈钦森岛。
根据2020年美国人口普查数据，马丁县总人口为158,431人。该县总面积约为543.8平方英里，其中包括广阔的海岸线、湿地和自然保护区。马丁县东临大西洋，北接圣露西县，西连奥基乔比县和亨德里县，南接棕榈滩县和格雷兹县。
马丁县以其丰富的自然资源和生态环境而闻名，尤其是北半球最具生物多样性的泻湖生态系统——圣露西湾口。该地区拥有22英里的宁静海滩，以及超过10万英亩的公园和保护区，共计77座公园，为居民和游客提供丰富的户外活动机会。此外，该县不仅是濒危海龟的主要繁殖地，还为众多野生动植物提供了栖息地。

## 历史

### “宝藏海岸”的早期历史
马丁县所在的佛罗里达州东海岸被称为“宝藏海岸”，这一名称源于18世纪西班牙舰队在该海域沉没的历史。据传，大量的黄金、白银和珠宝散落在沿岸水域和沙滩上，使这一地区成为寻宝者的天堂。在19世纪末，该地区吸引了许多移民，他们在这里发现了另一种财富——菠萝种植业。1890年代，奥托（Otto）和厄内斯特（Ernest）兄弟成为马丁县最早的一批定居者，他们在这里建立了菠萝种植园，并由此发家致富。随着农业的发展，来自各地的农民纷纷迁入，希望在这片土地上寻找新的机遇。斯图尔特地区逐渐成为该地区农业和贸易的中心，最初的定居点被称为波茨坦（Potsdam），这一名字来源于早期移民斯蒂普曼（Stypman）兄弟。然而，随着佛罗里达东海岸铁路的修建，这里改名为“斯图尔特”，以纪念另一位早期定居者。
在交通运输方面，印第安河成为连接本地与北方市场的重要通道，每年有大量菠萝、柑橘和鱼类等农产品通过这条河流运往北方。詹森甚至被誉为“世界菠萝之都”。石油大亨亨利·弗拉格勒将他的铁路系统扩展至佛罗里达最南部，使得从纽约到基韦斯特的贸易变得更加便捷。这条铁路吸引了越来越多的移民来到该地区，促进了当地经济和社会的繁荣。
斯图尔特镇因其优越的地理位置和丰富的渔业资源，吸引了众多渔民和游客，甚至成为五位美国总统的垂钓胜地，其中包括格罗弗·克利夫兰、切斯特·艾伦·阿瑟、西奥多·罗斯福、威廉·霍华德·塔夫脱和沃伦·盖玛利尔·哈定。克利夫兰总统最初只是偶然来到斯图尔特，但这里的优美环境和丰富鱼类让他流连忘返，甚至于1905年特地在圣露西河河滨购买了一块土地（如今的斯图尔特市政厅所在地）。

### 二战期间的马丁县
第二次世界大战期间，马丁县在军事方面发挥了重要作用。今天位于霍布桑德的乔纳森·狄金森州立公园曾是美军的穆菲营（Camp Murphy）。1942年，美国政府在此建立了南方信号兵学校（Southern Signal Corps School），用于教授雷达操作技术。该基地占地11,364英亩，当时有近1000座建筑，包括银行、电影院、教堂和保龄球馆等。大约2万名士兵、飞行员和海军陆战队员在此接受训练，并将先进的雷达技术应用于全球战场。战争结束后，佛罗里达州于1947年买下这片土地，并将其改建为乔纳森·狄金森州立公园。
与此同时，美国海军接管了麦克阿瑟机场（MacArthur Field），将其作为维罗海军航空站（NAS Vero Beach）的辅助机场，并用于夜间战斗机的飞行训练。后来，该基地更名为威瑟姆海军辅助机场（NAAS Witham），以纪念在战争中阵亡的斯图尔特飞行员保罗·荷马·威瑟姆（Paul Homer Witham）。战争结束后，该机场于1947年归还马丁县，成为如今的威瑟姆机场。

### 战后发展及人口增长
二战结束后，马丁县迎来了快速发展。许多退伍军人因这里宜人的气候和生活方式选择在此定居，促进了住宅区的建设和旅游业的兴起。1950年至1960年，马丁县人口增长率高达116.9%，成为全佛罗里达州增长最快的县之一。1960年至1970年，马丁县的人口增长进一步加快，超过了全州的平均水平。从人口数据来看，1930年马丁县仅有5,111名居民，到1950年增长至7,807人，1960年翻倍至16,932人，1970年达到28,035人，1980年更是跃升至64,014人。马丁县的城市和基础设施建设也在这一时期取得了长足发展。随着旅游业的兴起和基础设施的完善，马丁县成为佛罗里达州东海岸最受欢迎的居住和度假胜地之一。

## 地理

### 地理特征
马丁县位于佛罗里达半岛东南部，总面积约753平方英里（1,950平方公里），其中陆地面积为556平方英里（1,439平方公里），水域面积占197平方英里（511平方公里），约占全县总面积的26.19%。这些水域主要包括大西洋和奥基乔比湖的一部分。按陆地面积计算，马丁县在佛罗里达州67个县中排名第54位，而按总面积排名第53位。
地貌上，马丁县属于大西洋海岸平原，其地形由大西洋海岸山脊、东部平原和大沼泽地组成。县内地势总体较为平缓，海拔高度在海平面至86英尺（约26米）之间，仅在东部的沙丘地带有些许起伏。由于地势较低，马丁县的土地排水性较强，沿海和湿地地区分布广泛。

### 气候
马丁县属于湿润的亚热带气候，四季气候温和，适宜全年户外活动。夏季炎热潮湿，气温可达到90°F（约32°C）以上，而冬季较为温和，最低气温通常不会低于53°F（约12°C），极少出现摄氏零度以下的天气。降雪在马丁县极为罕见。
降水方面，马丁县年平均降雨量约为60英寸（1524毫米），远高于美国全国平均水平的38英寸（965毫米）。雷暴和阵雨在夏季十分常见，同时，每年的大西洋飓风季（通常为6月至11月）偶尔会带来强降水和风暴潮。尽管如此，马丁县全年拥有充足的阳光，每年平均有234个晴天，远超美国全国平均的205天。

### 生态保护
马丁县以其丰富的海洋生态系统和环境保护措施而闻名，尤其是其沿海的天然和人工珊瑚礁。当地海域拥有众多珊瑚礁，为各种海洋生物提供栖息地，也吸引了众多垂钓者和潜水爱好者。唐纳森（Donaldson）、恩斯特（Ernst）、西罗特金（Sirotkin）和南县（South County）等珊瑚礁区域，均设有多个离岸人工礁石。此外，马丁县的近海人工礁石主要分布在斯图尔特和詹森的公共海滩附近。2000年，为了减轻哈钦森岛海滩修复工程可能对近海珊瑚礁造成的影响，该县设立了三个人工礁区。这些人工礁点不仅提供了丰富的渔业资源，也成为潜水者探索海洋生物的热门地点。至今，马丁县的人工礁石保护项目已经建立了超过95个潜水和垂钓点，并且数量仍在持续增加。
为了保护海岸线，马丁县还积极开展海岸和沙滩修复工程。根据美国陆军工程兵团的计划，马丁县的海岸保护项目涵盖从圣露西县边界到斯图尔特公共海滩公园约3.75英里的海岸线。该项目包括恢复主要沙丘以及修建35英尺宽的防护沙堤。一般情况下，每7年需要进行一次海岸修复，以防止海浪侵蚀对沙滩造成的损害。2013年，该项目完成了一次补给工程，以修复2012年飓风桑迪对海岸线造成的影响。2018年，再次进行修复，以弥补2016年飓风马修带来的侵蚀损害。下一轮的沙滩修复计划预计于2025年进行，其中包括修复2022年飓风妮可对海岸造成的影响。该项目曾获得联邦紧急事务管理局（FEMA）和其他机构提供的1,480万美元资助，以确保马丁县海岸的长期可持续发展。
此外，马丁县还是霍布桑德国家野生动物保护区的所在地。该保护区是一个重要的生态栖息地，提供大片湿地、森林和海岸环境，为众多濒危物种提供庇护。

## 人口
2022年，马丁县总人口达到162,006人，比2010年的146,912人增长了10.3%。尽管该县的人口增长率低于佛罗里达州整体18%的增长水平，但仍高于同期美国全国7.7%的增长率。自2010年至2022年的12年间，马丁县的人口有11年呈现增长趋势，其中2015年至2016年间的增长率最高，达到1.8%。然而，在2019年至2020年的冠状病毒疫情期间，该县人口下降了1.6%，是该时期内唯一一次明显下降的年份。2010年至2022年间，该县的年均人口增长率约为0.8%。
在种族和族裔构成方面，在2022年，马丁县最大的种族群体仍然是非拉丁裔白人，总人数为124,902人，占全县人口的76.7%。虽然这一群体仍然占据主导地位，但其在总人口中的比例相较于2010年的80.4%有所下降。与此同时，尽管白人仍然是该县的主体族群，但拉丁裔及其他少数族裔的比例正在逐渐上升，从2010年的总人口占比12.2%上升至2022年的14.7%，增加了2.5个百分点。2022年马丁县的五大主要族裔群体分别是：非拉丁裔白人占76.7%；拉丁裔白人占6.17%；非拉丁裔的非裔美国人占4.98%；混血拉丁裔占4.83%；以及其他族裔占2.76%。
在年龄结构方面，65岁及以上的老年人口是增长最快的群体，其人口在2010年至2022年间增加了31.7%。这一增长趋势使得马丁县的老年人口占比从2010年的27.4%上升到2022年的32.7%，反映出该县正在经历人口老龄化的趋势。相反，35至49岁的年龄组人口下降最为显著，在同一时期减少了8.1%。此外，0至4岁的幼儿群体在总人口中的占比也有所下降，从2010年的4.2%降至2022年的3.9%，显示出出生率的相对降低。
在移民人口方面，2022年马丁县约有10.4%（16,600人）的居民出生于美国境外，这一比例低于全国平均水平的13.6%。与此同时，该县的美国公民比例较高，达到95.7%，高于全国平均水平的93.5%。尽管该县拥有一定数量的移民人口，但整体上仍然以本土出生的居民为主，其移民比例相较于佛罗里达州其他地区而言较低。

## 政治

### 政府结构
马丁县是一个非特许自治县（Non-chartered county），其政府组织和职能依据《佛罗里达州宪法》和《佛罗里达州法规》进行运作。在这种治理模式下，马丁县委员会（Martin County Board of County Commissioners）与宪制官员（Constitutional Officers）共同承担政府职能，确保县内各项事务的正常运行。
马丁县委员会由五名委员组成，每位委员均由全体县居民选举产生，任期四年。为了保证管理的连续性，这些任期是交错进行的。尽管所有委员都是由全县选民选出，但每位委员都代表县内特定的地理区域。委员会的主席由委员们每年选举一次，并负责主持所有委员会会议。县委员会的所有会议都对公众开放，以确保政府决策的透明度和公民的参与度。作为马丁县的立法机构，县委员会负责提供广泛的公共服务，包括消防与救援、图书馆管理、建筑检查等，还负责县内基础设施的开发与维护，包括道路建设、公用设施以及公园管理。此外，委员会在某些特定事务上还具备准司法（quasi-judicial）职能，例如土地使用审批等。
在行政管理上，委员会承担了大部分县级政府的行政和执行职能，但《佛罗里达州宪法》规定了一些独立职能由独立的县官员或独立的学区管理。对于马丁县的非建制区域（unincorporated areas），委员会的职能类似于市政府，负责该区域的许多市政管理事务。委员会还任命县行政官（County Administrator），负责县政府的日常运作，并向委员会汇报工作。
除了县委员会外，馬丁县还设有宪制官员和司法机构，这些官员由全体县选民在大选中直接选举产生，任期为四年。主要的宪制官员包括巡回法院书记兼审计长（Clerk of the Circuit Court and Comptroller）、财产评估官（Property Appraiser）、治安官（Sheriff）、选举监督官（Supervisor of Elections）、公设辩护人（Public Defender）、地方檢察官（State Attorney）及税务官（Tax Collector）。这些官员的职责涵盖司法管理、执法、财产评估、选举事务及税务管理等多个领域。

### 政治取向
马丁县政治格局相对稳定，长期以来一直是共和党在佛罗里达州的堡垒，自1944年富兰克林·德拉诺·罗斯福赢得大选以来，该县在总统选举中再未支持过民主党候选人。2024年总统选举中，马丁县选民较2020年更加倾向于共和党，65%的选票投给了唐纳德·特朗普，相较于2020年总统选举，共和党在马丁县的选票增加了约3,000张，进一步巩固了该党在当地的主导地位。
根据佛罗里达州州务卿办公室的数据，截至2024年8月31日，共和党选民在马丁县的注册选民中占多数，共有61,186名注册选民，占总选民的53.11%。其次是无党派选民，共有25,107人，占21.79%。民主党选民略少于无党派选民，注册人数为24,974人，占21.68%。此外，其他小党派的选民共有3,936人，占3.42%。
在州议会层面，马丁县的代表也主要由共和党成员担任。在佛罗里达州众议院，约翰·斯奈德代表第八十六选区（负责马丁县和棕榈滩县的部分地区）；托比·奥弗多夫代表第八十五选区（涵盖马丁县和圣卢西县的部分地区）。在佛罗里达州参议院，盖尔·哈雷尔代表第二十五选区（覆盖整个马丁县以及圣卢西县和棕榈滩县的部分地区）。

## 文娱设施

### 博物馆
- 艾略特博物馆（Elliott Museum）
- 海事及游艇博物馆（Maritime & Yachting Museum）
- 斯图尔特历史博物馆（Stuart Heritage Museum）
- 吉尔伯特酒吧救生站（House of Refuge at Gilbert's Bar）

### 公园及动物园
- 萨凡纳保护区州立公园（Savannas Preserve State Park）
- 圣露西湾口保护区州立公园（St. Lucie Inlet Preserve State Park）
- 乔纳森·狄金森州立公园（Jonathan Dickinson State Park）
- 海滨保护区州立公园（Seabranch Preserve State Park）
- 捕兽者尼尔森动物园历史区（Trapper Nelson Zoo Historic District）

### 表演场地
- 哈丽特·希梅尔·吉尔曼剧院（Harriet Himmel Gilman Theater）

### 体育场地
- 马丁县高中橄榄球场（Martin County High School Football Field）